# Farlowella knerii
Farlowella knerii är en fiskart som först beskrevs av Franz Steindachner 1882.  Farlowella knerii ingår i släktet Farlowella och familjen Loricariidae. Inga underarter finns listade i Catalogue of Life.